# Lijst van voetbalinterlands Montserrat - Saint Vincent en de Grenadines
Deze lijst van voetbalinterlands is een overzicht van alle voetbalwedstrijden tussen de nationale teams van Montserrat en Saint Vincent en de Grenadines. De landen speelden tot op heden drie keer tegen elkaar. De eerste ontmoeting, een kwalificatiewedstrijd voor de Caribbean Cup 2010, werd gespeeld op 6 oktober 2010 in Kingstown. Het laatste duel, een groepswedstrijd tijdens de CONCACAF Nations League 2024/25, vond plaats in San Salvador (El Salvador) op 14 november 2024.

## Wedstrijden
| № | Plaats       | Datum            | Competitie                      | Wedstrijd                            | Uitslag |
| - | ------------ | ---------------- | ------------------------------- | ------------------------------------ | ------- |
| 1 | Kingstown    | 6 oktober 2010   | Caribbean Cup 2010 kwalificatie | St. Vincent en de Gren. – Montserrat | 7 – 0   |
| 2 | Rincon       | 8 september 2024 | CONCACAF Nations League 2024/25 | St. Vincent en de Gren. − Montserrat | 2 − 0   |
| 3 | San Salvador | 14 november 2024 | CONCACAF Nations League 2024/25 | Montserrat − St. Vincent en de Gren. | 1 − 2   |

## Samenvatting
| Competitie                 | Totaal gespeeld | Winst Montserrat | Gelijk | Winst St. Vincent en de Gren. | Doelsaldo Montserrat – St. Vincent en de Gren. |
| -------------------------- | --------------- | ---------------- | ------ | ----------------------------- | ---------------------------------------------- |
| CONCACAF Nations League    | 2               | 0                | 0      | 2                             | 1 − 4                                          |
| Caribbean Cup-kwalificatie | 1               | 0                | 0      | 1                             | 0 − 7                                          |
| Totaal                     | 3               | 0                | 0      | 3                             | 1 − 11                                         |

MFA · A-internationals
1990 – 1999 · 
2000 – 2009 · 
2010 – 2019 ·
2020 − 2029
1991 · 
1992 · 
1993 · 
1994 · 
1995 · 
1996 · 
1997 · 
1998 · 
1999 · 
2000 · 
2001 · 
2002 · 
2003 ·
2004 · 
2005 · 
2006 · 
2007 · 
2008 · 
2009 · 
2010 · 
2011 · 
2012 ·
2013 ·
2014 ·
2015 ·
2016 ·
2017 ·
2018 ·
2019 ·
2020 ·
2021 ·
2022 ·
2023 ·
2024 ·
Amerikaanse Maagdeneilanden ·
Anguilla ·
Antigua en Barbuda ·
Aruba ·
Barbados ·
Belize ·
Bermuda ·
Bhutan ·
Britse Maagdeneilanden ·
Curaçao ·
Dominicaanse Republiek ·
El Salvador ·
Grenada ·
Guyana ·
Haïti ·
Kaaimaneilanden ·
Nicaragua ·
Panama ·
Saint Kitts en Nevis ·
Saint Lucia ·
Saint Vincent en de Grenadines ·
Suriname ·
Trinidad en Tobago
SVGFF · A-internationals · Vrouwenelftal van Saint Vincent en de Grenadines
Amerikaanse Maagdeneilanden ·
Anguilla ·
Antigua en Barbuda ·
Aruba ·
Bahama's ·
Barbados ·
Belize ·
Bermuda ·
Britse Maagdeneilanden ·
Canada ·
Costa Rica ·
Cuba ·
Curaçao ·
Dominica ·
Dominicaanse Republiek ·
El Salvador · 
Grenada ·
Guatemala ·
Guyana ·
Haïti ·
Honduras ·
Jamaica ·
Kaaimaneilanden ·
Mexico ·
Montserrat ·
Nederlandse Antillen ·
Nicaragua ·
Puerto Rico ·
Saint Kitts en Nevis ·
Saint Lucia ·
Suriname ·
Trinidad en Tobago ·
Turks- en Caicoseilanden ·
Verenigde Staten